# Kvirin Klement Bonefačić
Kvirin Klement Bonefačić (Baška, 4. lipnja 1870. – Baška, 28. siječnja 1957.), biskup splitski i makarski od 30. rujna 1923. do 26. lipnja 1954. godine.

## Mladost i školovanje
Rodio se na dan svetog Kvirina, zaštitnika biskupije, po kojem od roditelja Mihovila i Katice dobiva ime. Kršten je 6. lipnja od župnika Petra Dorčića, majčinog brata, svećenika koji je prvi otkrio bašćansku ploču. Pučku tj. osnovnu školu pohađao je u svom rodnom mjestu i u Kukuljanovu, gimnaziju u Senju i Rijeci, gdje je 1890. uspješno položio ispit zrelosti. Teologiju je studirao u Centralnom goričkom sjemeništu od 1890. do 1894. godine. Za svećenika je bio zaređen 15. srpnja 1894. u kapeli nadbiskupskog dvora u Gorici od nadbiskupa Aloizija Zorna. 22. srpnja iste godine slavio je glagoljašku prvu misu u rodnoj Baški.
Odmah kao mladomisnik, po savjetu odgojitelja, poslan je u bečki zavod Augustineum na teološko usavršavanje, koje je trajalo od 30. rujna 1894. do 11. svibnja 1898. godine. Njegov bivši profesor a onda biskup Antun Mahnić pozvao ga je u Krk, još i prije dovršetka i obrane doktorske radnje, da bi mu povjerio službe kojima je svećenik Kvirin Klement postao jedan od njegovih najbližih suradnika. Postaje tako: kapelan stolne crkve, tajnik biskupske kancelarije, tajnik ženidbenog suda i prosinodalni ispitivač kod provedbe Biskupijske sinode u Krku 1902. godine.
Tek nakon održavanja i završetka sinode ponovno se posvetio studiju i završio doktorsku dizertaciju, te je 14. srpnja 1903. promoviran u Beču na čast doktora bogoslovlja, obranivši radnju: „De mutui contractu cum speciali respectu ad historico-moralem evolutionem mutui pecuniarii secundum ecclesiae doctrinam“.

## Kulturne i političke aktivnosti
Za vrijeme službovanja u Krku bio je vrlo aktivan na kulturnom i političkom planu te pri radu oko glagoljice i njezine obrane, koji je biskup Mahnić razvio nakon sinode. Određeno vrijeme bio je i upravitelj organizacije Svećenika klanjalaca, koja je tada bila raširena u svim hrvatskim pokrajinama i Sloveniji, te, povezano s time, uređivao je list Sanctissima Eucharistia, od 1902. do 1910. godine. Zalagao se u organizaciji i održavanju euharistijskih susreta na Trsatu i Dubrovniku. Bio je tajnik Staroslavenske akademije u Krku, nadzornik novootvorene tiskare Kurykta a od 1900. do 1904. bio je i urednik službenog lista Krčke biskupije Acta Curiae Veglensis. 
1904. godine biskup Antun Mahnić imenovao je mladog dr. Bonefačića župnikom i dekanom u Malom Lošinju, gdje ostaje punih 14 godina. Time mu je povjerio najveću i, zbog političkih motiva, najzahtijevniju župu biskupije. Župnikovao je revno, dostojanstveno i mirotvorno, uslužan i prijazan prema svakome. Požrtvovno razvijajući dušobrižničku djelatnost privlačio je ljude Crkvi i sakramentima. Povrh župničko dekanske službe obavljao je od 1910. do 1918. godine i službu privremenog vjeroučitelja u nautičkoj školi. Za vrijeme 1. svjetskog rata bio je u upravi Pučke kuhinje i vojni dušobrižnik. 12. prosinca 1908. imenovan je članom Consilium vigilantiae a 31. prosinca 1909. imenovan je, u 39. godini, počasnim kanonikom krčke katedrale.
Vlasti NDH odlikovale su ga Redom za zasluge.

## Sukobi s talijanskim vlastima i komunistima
Posljednjih godina Habsburške Monarhije istaknuo se kao promicatelj u obrani nacionalnih hrvatskih prava u Malom Lošinju. Surađuje u uređivanju političko-gospodarstveno-informativnog lista Pučki prijatelj. Krajem 1918. župu Mali Lošinj morao je napustiti prisilno, ne po biskupovom dekretu, nakon što su talijanske vojne vlasti zauzele otok. Bio je silom konfiniran u Bašku 4. siječnja 1919. godine.
Talijanima je smetao i u Baški. Međutim dr. Bonefačić je smatrao da svatko mora ostati uz svoj narod, do krajnjih granica mogućnosti, pa je u Baški preuzeo upravu župe 1920. i 1921. godine, kad su Talijani odveli i zarobili u Trstu župnika popa Mata Milovčića. Tu je doživio poznati Krvavi Božić 1920. godine. Tada su, neposredno pred božićnu veliku misu, u župnu crkvu provalili D’Annunzievi arditi, tražeći da misi na latinskom a ne na staroslavenskom. Nakon što je kategorički odbio u glagoljaškoj župi misiti na latinskom došlo je do sukoba između ljudi i ardita. Poginulo je troje mještana a dr. Bonefačić morao je barkom pobjeći u Senj. Nakon povratka župnika iz zatočeništva bio je vjeroučitelj u osnovnoj-pučkoj školi u Baški. 
Dr. Bonefačić imenovan je splitskim i makarskim biskupom od pape Pija XI. 6. lipnja 1923. godine. Zaređen je za biskupa u zagrebačkoj katedrali 2. rujna od zagrebačkog nadbiskupa Antuna Bauera i suposvetitelja Josipa Marušića, biskupa Senjsko-modruškog i Jeronima Milete, biskupa Šibenskog. Dana 30. rujna iste godine svečano je ustoličen u svojoj novoj biskupiji.
Za vrijeme svoga dugog 31-godišnjeg biskupovanja posebnu brigu vodio je o svećenicima, svečenićkom pomladku, intelektualnoj i duhovnoj formaciji. Poticao je svećenike na brigu za Božje stado i konkretno karitativno djelovanje. Vjernike je vrlo istančano naučavao preko propovijedi, govora i redovitih korizmenih pastoralnih poslanica. Tako je na primjer njegova pastirska riječ iz 1928. i danas vrlo aktualna. U korizmenoj poslanici govori o slobodi kao dragocjenom blagu. Obrazlaže smisao i veličinu kršćanske slobode koju se stječe preko sakramenta krštenja i koja je darovana od Krista. Tumači kako se ova sloboda čuva i brani poštujući Božje zapovijedi i crkvene propise te molitvom i bdijenjem. Pita se živimo li kao slobodna Božja djeca? Zaključuje kako mnogi kršćani i katolici na žive onako kako dolikuje djeci Božjoj. “Svjesno ili nesvjesno mnogi se danas zarobljuju po svojem neznanju, po svojim strastima i na stotinu drugih načina odriču se i gube po malo slobodu djece Božje. Tko ne napreduje nazaduje, kako u svakom pogledu i u duhovnom životu. Potrebita je vježba, neprestana vježba. Po plodovima se pozna stablo. Po djelima, po krijepostima, kojima se ističe, pozna se kakav je koji kršćanin: živo, bolesno ili mrtvo udo na mističnom tijelu Kristovu.” Govori i o opasnosti da se sloboda može izgubiti i iz obzira prema drugim ljudima, kada se vjernici prilagođavaju običajima, okolišu i mnijenju koje vlada oko njih, žrtvujući kršćanske dužnosti.
U splitsko-makarskoj biskupiji više je puta posjetio sva mjesta i župe, posvetio je velik broj novih crkava i kapela, blagoslavio nove zvonike, zvona, groblja, župne kuće i ostale zgrade, uspostavio je Bogosloviju i Sjemeništu osigurao pravo javnosti. Posebnu jednostavnu ljudsku i kršćansku blizinu pokazivao je prema vijernicima uvijek a posebno za vrijeme 2. svjetskog rata.
Na početku 2. svj. rata zagovara suradnju s talijanskim okupacijskim vlastima. U svome pismu obraća se vjernicima da "prijavljuju talijanskim vlastima teroriste i sabotere". 
Nije bio progonjen samo od Talijana. Smetao je i komunistima u bivšoj Jugoslaviji. Jedini je biskup koji se nakon 2. svjetskog rata nije vratio u svoju biskupsku palaču, oštećenu prilikom ratnih bombardiranja. Godine 1952. je čak četiri puta ispitivan od jugoslavenske komunističke policije zbog stavova neprihvatljivih režimu. Svojim svećenicima nije dozvoljavao da se učlanjuju u udruženja kontrolirana od države. Ostao je zapamćen kao veliki biskup i dobri pastir svoga stada.
Umirovljen je 12. kolovoza 1954. godine kada se povlači u svoje rodno mjesto. Umro je 28. siječnja 1957. u svom domu u Baški. Sprovodni obredi održani su 30. siječnja u župnoj crkvi Presvetog Trojstva. Sprovod je predvodio splitski nadbiskup i njegov nasljednik Frane Franić, zajedno s krčkim biskupom Josipom Srebrnićem i tadašnjim ljubljanskim pomoćnim biskupom Antonom Vovkom. Biskup Kvirin Klement Bonefačić pokopan je na bašćanskom groblju Sv. Ivana u obiteljskoj grobnici.

## Vanjske poveznice
- 4.lipnja 1870. u Baški je rođen biskup Kvirin Klement Bonefačić (hrv.)

| Titule u Katoličkoj Crkvi | Titule u Katoličkoj Crkvi              | Titule u Katoličkoj Crkvi |
| ------------------------- | -------------------------------------- | ------------------------- |
| prethodnik Juraj Carić    | splitski i makarski biskup 1923.–1954. | nasljednik Frane Franić   |

1. ↑  Fumić, Ivan. 2010. U ime istine - Katolička Crkva i svećebstvo u II. Svjetskom ratu. SABA RH. Zagreb. str. 109. ISBN 978-953-7587-04-8